# 芒特錫安 (喬治亞州)
芒特錫安（英語：Mount Zion）是一個位於美國喬治亞州卡洛爾縣的城市。

## 地理
芒特錫安的座標為33°37′52″N 85°10′48″W / 33.63111°N 85.18000°W，而該地的平均海拔高度為366米（即1201英尺）。

## 人口
根據2010年美國人口普查的數據，芒特錫安的面積為25.50平方千米，當中陸地面積為25.10平方千米，而水域面積為0.40平方千米。當地共有人口1696人，而人口密度為每平方千米66人。